# Berlinia craibiana
Berlinia craibiana är en ärtväxtart som beskrevs av Baker f. Berlinia craibiana ingår i släktet Berlinia och familjen ärtväxter. Inga underarter finns listade i Catalogue of Life.